# 감지은니불공견삭신변진언경 권13
감지은니불공견삭신변진언경 권13(紺紙銀泥不空羂索紳變眞言經 卷十三)은 서울특별시 용산구, 삼성미술관 리움에 있는 고려시대의 불경이다. 
1984년 5월 30일 대한민국의 국보 제210호 감지은니불공견삭신변진언경 권제13(紺紙銀泥不空羂索紳變眞言經 卷第十三)으로 지정되었다가, 2010년 8월 25일 현재의 명칭으로 변경되었다.

## 개요
이 책은 검푸른 색의 종이에 은가루를 사용해서 직접 불경의 내용을 옮겨 적은 것으로, 두루마리처럼 말아서 보관할 수 있도록 되어 있다. 전체 30권 중 권13에 해당하는 것으로 크기는 세로 30.4cm, 가로 905cm이며, 일본으로 유출되었던 것을 되찾아온 것이다.
책 앞의 제목 끝에는 천자문의 한 글자인 ‘모(慕)’자가 표시되어 있어 천자함(千字函:천자문의 순서에 따라 책의 번호를 매기는 방법)을 사용했음을 알 수 있으며, 더불어 이 책이 대장경 중의 하나임을 알 수 있다. 책의 첫머리에는 불법을 수호하는 신장상을 금색의 가는 선으로 그렸고, 이어 경전의 내용을 은색글씨로 썼다. 책 끝에는 고려 충렬왕 1년(1275)에 왕의 주도하에 만들어진 경전이며, 삼중대사(三重大師) 안체(安諦)가 글씨를 썼다는 기록이 남아있다.
고려시대 왕에 의해 만들어진 이런 종류의 경전이 여러 종 전래되고 있지만 이 책이 가장 먼저 만들어졌다는 점에서 주목된다. 신장상을 갖추고 만들어진 기록까지 모두 갖추고 있는 점도 높게 평가되며, 정교한 그림과 정성어린 글씨는 이 책의 품위를 한층 더 높여준다.

## 같이 보기
- 삼성미술관 리움

## 참고 자료
- 감지은니불공견삭신변진언경 권13 - 국가유산청 국가유산포털